# تورنيرا هيرمانيوس

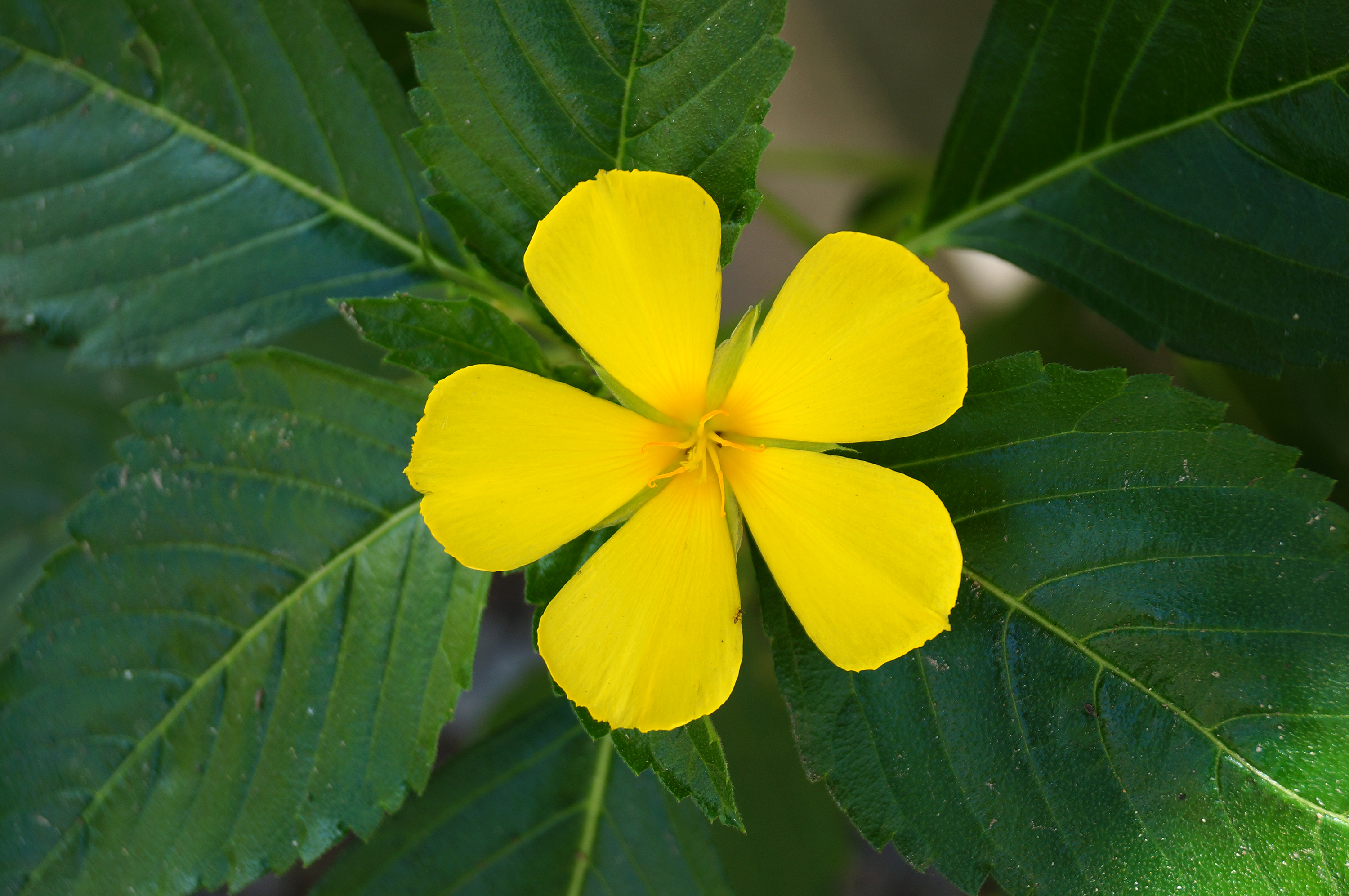
تورنيرا أولميفوليا

نبات تورنيرا هيرمانيوس، (Turnera hermannioides) هو نبات معمر ثنائي الصيغة الصبغية يتواجد في المواقع الرملية المفتوحة في شمال شرق البرازيل.

## التوافق
تم أخذ عينات من أربع تجمعات في ولاية سيرجيبي، ووجدت نسبة متساوية من النباتات ذات الطراز الطويل والقصير للأسدية والأنماط. يرتبط التباين في أشكال الزهور باختلافات في حجم وإنتاج حبوب اللقاح. على النقيض، لم تختلف الأحجام الزهرية وعدد البويضات وخصوبة البذور بشكل كبير بين الأشكال. أظهرت دراسة التلقيح الموجه أن الأفراد من هذا النبات يمتلكون نظامًا منعدم التوافق الذاتي وكذلك بين الأشكال المتشابهة. التلقيحات الوحيدة التي نتجت عنها إنتاج بذور كبير كانت بين الأنماط الزهرية المختلفة.
تعيش تجمعات تورنيرا هيرمانيوس مع هيرمانيوس أولميفوليا، وهو مجمع واسع النطاق يحتوي على أشكال تشبه تورنيرا هيرمانيوس. أظهرت دراسات تهجين بين تورنيرا هيرمانيوس وأصناف ثنائية ورباعية الصيغة الصبغية من هيرمانيوس أولميفوليا وجود عوائق أمام التهجين، لا سيما في التقاطعات الثنائية. وقد خلص إلى أن هيرمانيوس أولميفوليا و تورنيرا هيرمانيوس هو نوع محدود التكاثر ثنائي الصيغة الصبغية معزول تكاثرًا عن هيرمانيوس أولميفوليا.

## المواد والطرق
تمت دراسة جميع تجمعات تورنيرا هيرمانيوس في ولاية سيرجيبي بشمال شرق البرازيل. في كل تجمع، تم تسجيل عدد النباتات ذات الطراز الطويل والقصير. في بعض التجمعات، تم تسجيل جميع النباتات المزهرة بينما في تجمع آخر تم أخذ عينة كاملة من جزء يسير من التجمع.